# Charisma Taylor
Charisma Taylor (* 3. September 1999 in Nassau) ist eine bahamaische Leichtathletin, die im Weit- und Dreisprung sowie im 100-Meter-Hürdenlauf an den Start geht.

## Sportliche Laufbahn
Erste internationale Erfahrungen sammelte Charisma Taylor bei den CARIFTA Games 2014 in Fort-de-France, bei denen sie in 14,23 s den vierten Platz über 100 Meter Hürden in der U18-Altersklasse belegte und im Dreisprung mit 11,42 m auf den elften Platz gelangte. Anschließend belegte sie bei den U18-NACAC-Meisterschaften in Morelia in 14,29 s den fünften Platz im Hürdensprint und gelangte im Dreisprung mit 11,31 m auf Rang vier. Zudem gewann sie mit der bahamaischen 4-mal-100- und 4-mal-400-Meter-Staffel die Silbermedaille. Im Jahr darauf kam sie bei den CARIFTA Games in Basseterre über 100 Meter Hürden nicht ins Ziel und siegte im Weitsprung mit 5,93 m sowie mit 12,01 m im Dreisprung in der U18-Altersklasse. Anschließend startete sie über die Hürden bei den Jugendweltmeisterschaften in Cali und schied dort mit 13,85 s im Halbfinale aus. 2016 schied sie bei den CARIFTA Games in St. George’s mit 13,83 s im Vorlauf über 100 Meter Hürden aus und siegte mit 12,53 m im Dreisprung, während sie im Weitsprung mit 5,31 m den neunten Platz belegte. Anschließend startete sie über die Hürden bei den U20-Weltmeisterschaften in Bydgoszcz und kam dort mit 14,94 s nicht über die erste Runde hinaus. Im Jahr darauf belegte sie bei den CARIFTA Games in Willemstad in 14,19 s den fünften Platz im 100-Meter-Hürdenlauf in der U20-Altersklasse und belegte im Weitsprung mit 5,73 m den sechsten Platz und gelangte im Dreisprung mit 12,62 m auf Rang fünf. 2018 schied sie bei den U20-Weltmeisterschaften in Tampere mit 12,97 m in der Dreisprungqualifikation aus und im selben Jahr begann sie ein Studium an der Washington State University in den Vereinigten Staaten.
2019 gewann sie bei den U23-NACAC-Meisterschaften in Santiago de Querétaro mit 13,22 m die Bronzemedaille im Dreisprung hinter der Kubanerin Davisleydi Velazco und Danielle Spence aus Jamaika. Zudem belegte sie dort mit der 4-mal-100-Meter-Staffel in 47,82 s den vierten Platz. 2021 gewann sie bei den U23-NACAC-Meisterschaften in San José in 13,88 s die Silbermedaille über 100 Meter Hürden hinter der Jamaikanerin Daszay Freeman und im Dreisprung siegte sie mit einer Weite von 13,22 m. Im selben Jahr wechselte sie an die University of Tennessee. 2023 stellte sie mit 14,88 m einen neuen Hallenrekord im Dreisprung auf und qualifizierte sich damit für die Weltmeisterschaften in Budapest, bei denen sie mit 13,51 m in der Vorrunde ausschied. Im Jahr darauf belegte sie bei den Hallenweltmeisterschaften in Glasgow mit 14,11 s den sechsten Platz im Dreisprung und gelangte am selben Tag nach drei Läufen über 60 Meter Hürden im Finale in 7,92 s ebenfalls auf Rang sechs. Im Freien fokussierte sie sich vor allem auf den Hürdenlauf und im Mai verpasste sie bei den World Athletics Relays auf den Bahamas mit der 4-mal-100-Meter-Staffel eine Direktqualifikation für die Olympischen Sommerspiele in Paris. Dort schied sie über 100 m Hürden mit 12,63 s im Halbfinale aus und verpasste im Dreisprung mit 14,01 m den Finaleinzug. Zudem war sie Fahnenträgerin der Bahamas während der Abschlussveranstaltung der Spiele.
In den Jahren 2023 und 2024 wurde Taylor bahamaische Meisterin im Dreisprung sowie 2023 auch im Weitsprung.

## Persönliche Bestleistungen
- 100 m Hürden: 12,63 s (+0,4 m/s), 9. August 2024 in Paris
  - 60 m Hürden (Halle): 7,91 s, 10. März 2023 in Albuquerque
- Weitsprung: 6,64 m, 10. März 2023 in Albuquerque
- Dreisprung: 14,88 m, 11. März 2023 in Albuquerque (bahamaischer Rekord)